# Związek gmin Weißer Schöps/Neiße
Związek gmin Weißer Schöps/Neiße (niem. Verwaltungsverband Weißer Schöps/Neiße) – związek gmin w Niemczech, w kraju związkowym Saksonia, w okręgu administracyjnym Drezno, w powiecie Görlitz. Siedziba związku znajduje się w miejscowości Kodersdorf. Najbardziej na wschód położony związek gmin Niemiec.
Związek gmin zrzesza cztery gminy: 
- Horka
- Kodersdorf
- Neißeaue
- Schöpstal